# AN-52
L'AN-52 è stata la terza arma nucleare francese della componente aerea della forza di dissuasione nucleare francese.
L'AN-52 era basata sullo stesso modello come l'AN-51 (che equipaggiava anche il Pluton) e condividevano la stessa testata nucleare: la MR 50 CTC (charge tactique commune).
L'AN-52 aveva una testata nucleare al plutonio ed è stata prodotta in due versioni con potenze differenti, una da 6-8 kt yield e una 25 kt high yield.
Circa 80/100 AN-52 sono state prodotte, i vettori sono stati i caccia: Mirage IIIE, Jaguar A (per l'Armée de l'air) e Super Étendard (per l'Aéronautique navale); essa quindi non sostituiva, ma affiancava la bomba AN-22 che era lanciata dal bombardiere strategico Mirage IVA.
L'AN-52 fu impiegata in 3 test nucleari:
- N° 18 - 2 luglio 1966 - test Aldébaran - a Moruroa - da una chiatta - < 200 kt
- N° 53 - 28 agosto 1973 - test Tamara - a Moruroa - da un Mirage III - < 20 kt
- N° 59 - 25 luglio 1974 - test Maquis - a Moruroa - da un Jaguar A - < 20 kt

La sua sostituzione con il missile ASMP è iniziata nel 1986.